# Anna Kirschbaum
Anna Kirschbaum (Keulen, 17 mei 1993) is een voormalig voetbalspeelster uit Duitsland. Ze speelde als verdediger voor 1. FC Köln in de Bundesliga.

## Clubcarrière
Kirschbaum werd geboren in Keulen en speelde aldaar voor SC Fortuna Köln, waarmee ze met de C-junioren in 2008 de Mittelrhein Cup won. Vervolgens kwam ze twee jaar uit voor de B-junioren van Bayer 04 Leverkusen. In 2010 keerde ze terug in haar geboortestad waar ze voor 1. FC Köln ging spelen. Na drie seizoenen op rij tweede met deze club te zijn geworden in de tweede Bundesliga, promoveerde Kirschbaum in het seizoen 2014/15 naar de Bundesliga. Op 30 augustus 2015 maakte ze haar debuut in de Bundesliga in een uitwedstrijd tegen SV Werder Bremen. Na tien seizoenen voor 1. FC Köln te hebben gespeeld, beëindigde Kirschbaum in 2020 haar profcarrière.

## Statistieken
| Seizoen | Club       | Land      | Competitie        | Wedstrijden | Doelpunten |
| ------- | ---------- | --------- | ----------------- | ----------- | ---------- |
| 2010/11 | 1. FC Köln | Duitsland | Tweede Bundesliga | 10          | 0          |
| 2011/12 | 1. FC Köln | Duitsland | Tweede Bundesliga | 13          | 0          |
| 2012/13 | 1. FC Köln | Duitsland | Tweede Bundesliga | 22          | 0          |
| 2013/14 | 1. FC Köln | Duitsland | Tweede Bundesliga | 21          | 0          |
| 2014/15 | 1. FC Köln | Duitsland | Tweede Bundesliga | 15          | 0          |
| 2015/16 | 1. FC Köln | Duitsland | Bundesliga        | 7           | 0          |
| 2016/17 | 1. FC Köln | Duitsland | Tweede Bundesliga | 22          | 0          |
| 2017/18 | 1. FC Köln | Duitsland | Bundesliga        | 19          | 0          |
| 2018/19 | 1. FC Köln | Duitsland | Tweede Bundesliga | 23          | 1          |
| 2019/20 | 1. FC Köln | Duitsland | Bundesliga        | 3           | 0          |
| Totaal  | Totaal     | Totaal    | Totaal            | 155         | 1          |

Laatste update: 27 mei 2025